# Do It Well
Do It Well è una canzone scritta e prodotta da Ryan Tedder. Questo pezzo è il primo singolo estratto dal sesto album di Jennifer Lopez, Brave del 2007. La canzone contiene un sample del brano Keep on Truckin', di Eddie Kendricks del 1973, ed è stata distribuita per le emittenti radiofoniche il 21 agosto 2007, mentre come singoli il 18 settembre negli Stati Uniti.
Il singolo è entrato nella top 10 delle classifiche del Brasile, della Bulgaria, di Israele, della Croazia, di Cipro, di Malta, e dell'Italia e nella top 20 in Australia, Irlanda, Paesi Bassi, Polonia, Svizzera, Regno Unito.

## Video musicale
Il video per la canzone, diretto da David LaChapelle, è stato girato il 16 agosto e il 17 2007 nella Sunset Boulevard a Los Angeles. Il video è stato trasmesso in anteprima su Yahoo! il 6 settembre 2007. In seguito il video ha debuttato su MTV il 17 settembre.
Il video comincia con la Lopez che cammina lungo una strada, quando riceve un messaggio di aiuto da un ragazzino rapito e costretto a lavorare nelle cucine di un nightclub, sulla Union Street. La cantante entra nel club, affrontando violentemente il buttafuori che le aveva bloccato la strada. In seguito si fa strada fra la folla del locale, chiedendo se qualcuno ha visto il bambino, ed usando allo scopo maniere molto forti. Mentre si vedono queste scene, se ne alternano altre in cui Jennifer Lopez danza e canta con un vestito rosso. Alla fine del video trova il ragazzino e lasciano l'edificio insieme.

## Tracce
CD single (Basic)
1. "Do It Well" - 3:06
2. "Me Haces Falta"

Digital/CD single (Premium)
1. "Do It Well" - 3:06
2. "Me Haces Falta"
3. "Como Ama Una Mujer"
4. "Me Haces Falta" (video)

## Classifica
| Classifica (2007) | Posizione massima |
| ----------------- | ----------------- |
| Australia         | 18                |
| Austria           | 34                |
| Belgio (Fiandre)  | 22                |
| Belgio (Vallonia) | 20                |
| Bulgaria          | 2                 |
| Canada            | 23                |
| Francia           | 29                |
| Germania          | 30                |
| Irlanda           | 13                |
| Italia            | 2                 |
| Norvegia          | 20                |
| Polonia           | 14                |
| Paesi Bassi       | 17                |
| Russia            | 42                |
| Slovacchia        | 38                |
| Svezia            | 54                |
| Svizzera          | 12                |
| Regno Unito       | 11                |
| Stati Uniti       | 31                |